# فرودگاه فیتیوتا
فرودگاه فیتیوتا (به انگلیسی: Fitiuta Airport) یک فرودگاه همگانی بهره‌برداری هوایی با کد یاتا FTI است که یک باند فرود بتن دارد و طول باند آن ۹۷۵ متر است. این فرودگاه در کشور ایالات متحده آمریکا قرار دارد و در ارتفاع ۳۴ متری از سطح دریا واقع شده است.